# Municipio de Smoky Hollow
El municipio de Smoky Hollow (en inglés: Smoky Hollow Township) es un municipio ubicado en el condado de Cass en el estado estadounidense de Minnesota. En el año 2010 tenía una población de 70 habitantes y una densidad poblacional de 0,75 personas por km².

## Geografía
El municipio de Smoky Hollow se encuentra ubicado en las coordenadas 46°55′20″N 93°50′21″O / 46.92222, -93.83917. Según la Oficina del Censo de los Estados Unidos, el municipio tiene una superficie total de 93.57 km², de la cual 90,41 km² corresponden a tierra firme y (3,38 %) 3,16 km² es agua.

## Demografía
Según el censo de 2010, había 70 personas residiendo en el municipio de Smoky Hollow. La densidad de población era de 0,75 hab./km². De los 70 habitantes, el municipio de Smoky Hollow estaba compuesto por el 97,14 % blancos, el 1,43 % eran amerindios y el 1,43 % eran de una mezcla de razas. Del total de la población el 0 % eran hispanos o latinos de cualquier raza.